# اپراتور آسانسور

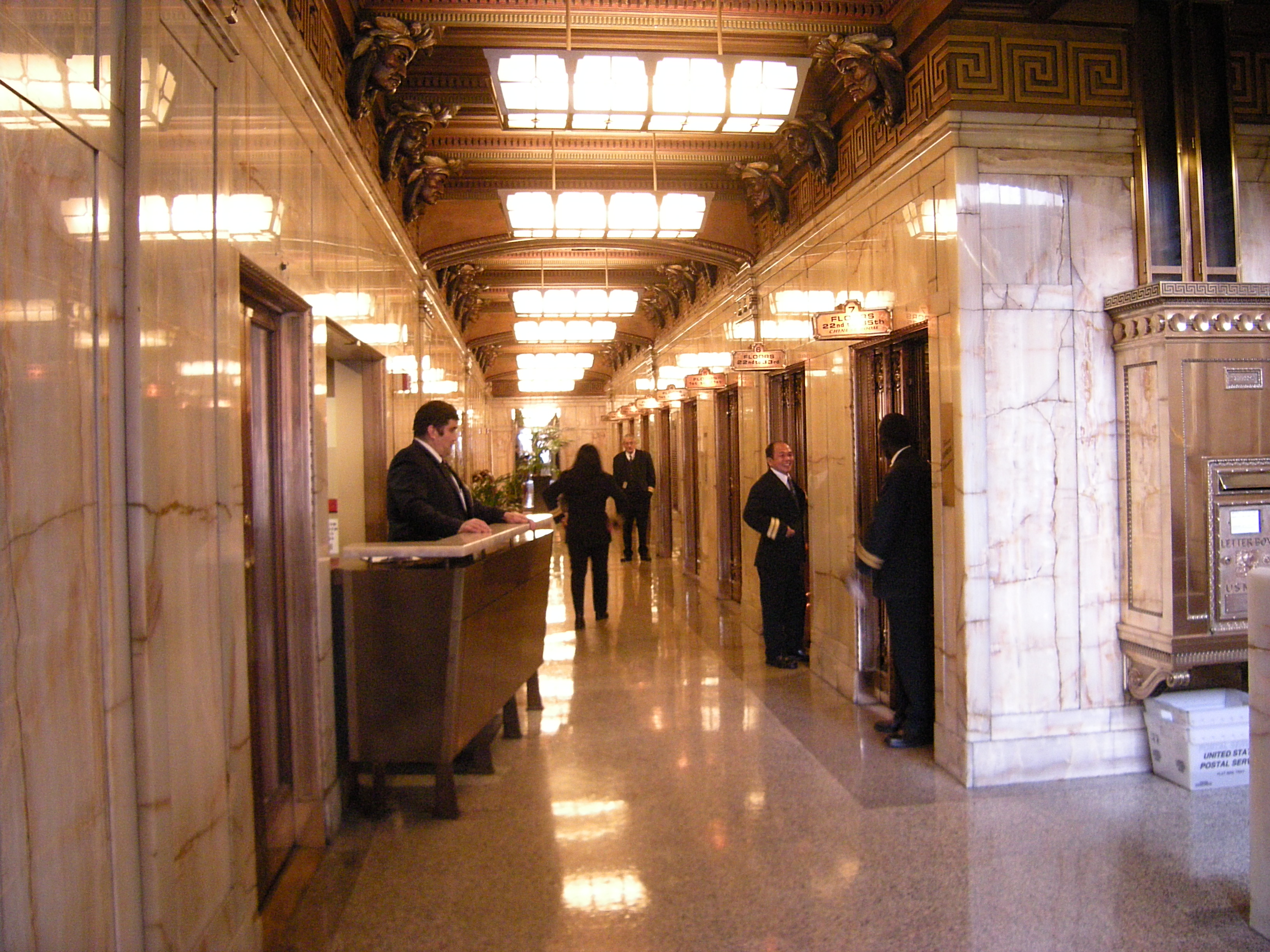
همان‌طور که در این عکس در سال ۲۰۰۸ دیده می‌شود، برج اسمیت در سیاتل، یانگ کوینلان خروجی تصفیه خروجی تصفیه خروجی تصفیه واشینگتن از اپراتورهای آسانسور سنتی استفاده می‌کند.

اپراتور آسانسور (انگلیسی آمریکای شمالی)، آسانسور (در انگلیسی مشترک المنافع، معمولاً متصدی آسانسور)، یا دختر آسانسور (به انگلیسی بریتانیایی)، شخصی است که به‌طور خاص برای راه اندازی آسانسوری که به صورت دستی کار می‌کند، استخدام می‌شود.
در حالی که تا حد زیادی به عنوان یک شغل منسوخ در نظر گرفته می‌شود، اپراتورهای آسانسور به کار در تأسیسات تاریخی و پر کردن طاقچه‌های امروزی ادامه می‌دهند.

## شرح تاریخی
یک اپراتور مؤثر آسانسور بودن به مهارت‌های زیادی نیاز داشت. آسانسورهای دستی اغلب توسط یک اهرم بزرگ کنترل می‌شدند. اپراتور آسانسور باید سرعت آسانسور را تنظیم می‌کرد، که معمولاً نیاز به یک حس زمان‌بندی خوب برای توقف مداوم سطح آسانسور در هر طبقه داشت. فروشگاه‌های بزرگ بعداً علاوه بر آموزش کارکرد و ایمنی، نقش اپراتور را با خوش‌آمدگو و راهنمای تور ترکیب کردند و بخش‌های محصول را طبقه به طبقه اعلام کردند و گهگاه پیشنهادهای ویژه را ذکر کردند.

## نمونه‌های باقی مانده

### ساختمان‌ها
با ظهور آسانسورهای کاربر مانند آنهایی که از دکمه‌های فشاری برای انتخاب طبقه مورد نظر استفاده می‌کنند، تعداد کمی از اپراتورهای آسانسور باقی مانده‌اند. تعداد کمی از ساختمان‌های قدیمی هنوز آسانسورهای دستی کار می‌کنند و بنابراین ممکن است از اپراتورهای آسانسور برای راه‌اندازی آنها استفاده شود. در دیتون، اوهایو، مندلسون از یک ساختمان قدیمی دلکو که دارای یک آسانسور مسافربری قدیمی است که توسط اپراتور اداره می‌شود، کار می‌کند. ساختمان هنرهای زیبا در شیکاگو ; ساختمان یانگ کوینلان در مرکز شهر مینیاپولیس، مینه سوتا. تالار شهر در بوفالو، نیویورک؛ ساختمان آپارتمان کمدور در لوئیزویل، کنتاکی. تالار شهر در اشویل، کارولینای شمالی؛ و ساختمان Cyr در مرکز شهر واترویل، مین تعدادی در ایالات متحده هستند که اپراتورهای آسانسور را استخدام می‌کنند.در سال ۲۰۱۷، تخمین زده شد که بیش از ۵۰ ساختمان در شهر نیویورک از اپراتور آسانسور، عمدتاً در ساختمان‌های آپارتمانی در سمت‌های شرقی و غربی منهتن، و همچنین برخی از ساختمان‌ها در بروکلین استفاده می‌کنند. سالن کنسرت استکهلم، در سوئد، از یک اپراتور آسانسور استفاده می‌کند، زیرا ورودی آسانسور مستقیماً از سطح خیابان وجود دارد، و باید یک کارمند در آسانسور برای بازرسی بلیط‌ها مستقر شود.
در ساختمان‌های مدرن تر، اپراتورهای آسانسور هنوز هم گاهی اوقات با آنها مواجه می‌شوند. به عنوان مثال، آنها معمولاً در فروشگاه‌های بزرگ ژاپنی مانند سوگو و میتسوکوشی در ژاپن و تایوان، و همچنین آسانسورهای پرسرعت در آسمان خراش‌ها، همان‌طور که در تایپه ۱۰۱، و در مرکز هنرهای نمایشی لینکلن دیده می‌شوند. برخی بناهای تاریخی، مانند سوزن فضایی در سیاتل، برج ایفل در پاریس و برج CN در تورنتو، از اپراتورهای آسانسور برای راه اندازی آسانسورهای تخصصی یا پرسرعت، بحث دربارهٔ بنای یادبود (یا فناوری آسانسور) و کمک به هدایت ترافیک جمعیت استفاده می‌کنند.

### ایستگاه‌های مترو شهر نیویورک
چند اپراتور آسانسور در سیستم متروی شهر نیویورک کار می‌کنند. آنها در پنج ایستگاه قرار دارند: خیابان ۱۶۸، خیابان ۱۸۱ در خیابان سنت نیکلاس و در خیابان فورت واشینگتن، خیابان ۱۹۰، و خیابان ۱۹۱ در واشینگتن هایتس، منهتن بالا. در این ایستگاه‌ها، آسانسورها به عنوان تنها یا اصلی‌ترین وسیله دسترسی غیر اضطراری عمل می‌کنند. خدمه آسانسور در حال حاضر به عنوان راهی برای اطمینان خاطر مسافران عمل می‌کنند زیرا آسانسورها تنها ورودی سکوها هستند و مسافران اغلب با یک خدمه منتظر آسانسور هستند. متصدیان پنج ایستگاه عمدتاً کارگران تعمیر و نگهداری و نظافت هستند که صدماتی را متحمل شدند که ادامه کار اصلی خود را برای آنها سخت کرده بود.

#### تاریخ
آسانسورها در طول دهه ۱۹۷۰ به صورت خودکار ساخته شدند، اما اپراتورها حفظ شدند، اگرچه در سال ۲۰۰۳ از تعداد آنها کاسته شد.
در سال ۲۰۰۴، در نتیجه کاهش بودجه توسط اداره حمل و نقل شهری (MTA)، تعداد کارکنان آسانسور در ایستگاه‌ها به یک نفر در هر ایستگاه کاهش یافت. آژانس قصد داشت همه خادمان را حذف کند، اما پس از اعتراض بسیاری از سواران، یکی را در هر ایستگاه نگه داشت. این تغییر باعث صرفه جویی ۱٫۲ میلیون دلاری در سال شد. در نوامبر ۲۰۰۷، MTA پیشنهاد حذف موقعیت اپراتورها را داد، اما در ۷ دسامبر ۲۰۰۷، MTA اعلام کرد که اپراتورهای باقیمانده آسانسور را به دلیل عقب‌نشینی مقامات منتخب و ساکنان از منطقه، حذف نخواهد کرد. در اکتبر ۲۰۱۸، MTA دوباره پیشنهاد حذف اپراتورهای آسانسور در پنج ایستگاه را داد، اما این تصمیم پس از مخالفت اتحادیه کارگران حمل و نقل لغو شد.

### سانفرانسیسکو بارت
از سال ۲۰۲۲، اپراتورهای آسانسور در حال حاضر در ایستگاه‌های خیابان بازار سیستم حمل‌ونقل سریع منطقه خلیج سانفرانسیسکو به کار گرفته می‌شوند تا ایمنی مسافران و تمیزی آسانسور را در میان مشکلات منطقه‌ای با بی‌خانمانی و وابستگی به مواد فراهم کنند.

### پارک‌های تفریحی
پارک‌های موضوعی و پارک‌های تفریحی اغلب دارای برج‌های مشاهده هستند که از اپراتورهای آسانسور استفاده می‌کنند. یک نمونه برج آسمان در کوه جادویی شش پرچم در سانتا کلاریتا، کالیفرنیا است. در حالی که این سواری‌ها ممکن است دارای آسانسورهای مدرن یا دکمه‌دار باشند که مشتری قادر به استفاده از آن‌ها باشد، اغلب از اپراتورهای سواری برای اهداف ایمنی و کنترل جمعیت استفاده می‌کنند. از آنجایی که بسیاری از حوزه‌های قضایی قوانین سخت‌گیرانه‌ای برای آسیب‌دیدگی اپراتورهای شهربازی دارند و این واقعیت که خرابکاری می‌تواند مشکل بزرگی باشد، برخی از پارک‌ها به مشتریان اجازه نمی‌دهند بدون حضور کارمند این وسایل را سوار کنند. علاوه بر این، اگر موزه ای در بالای چنین سواری وجود داشته باشد، اپراتور معمولاً مقدمه ای از هدف و محتوای موزه و سایر پیام‌های تبلیغاتی در مورد پارک ارائه می‌دهد.

### سایت‌های ساخت و ساز
اپراتورهای آسانسور دستی را می‌توان در ساخت ساختمان‌های چند طبقه، یا با استفاده از بالابرهای خارجی موقت یا آسانسورهای سنتی که هنوز در حال نصب هستند، به کار گرفت.

### آسانسور دختران در ژاپن

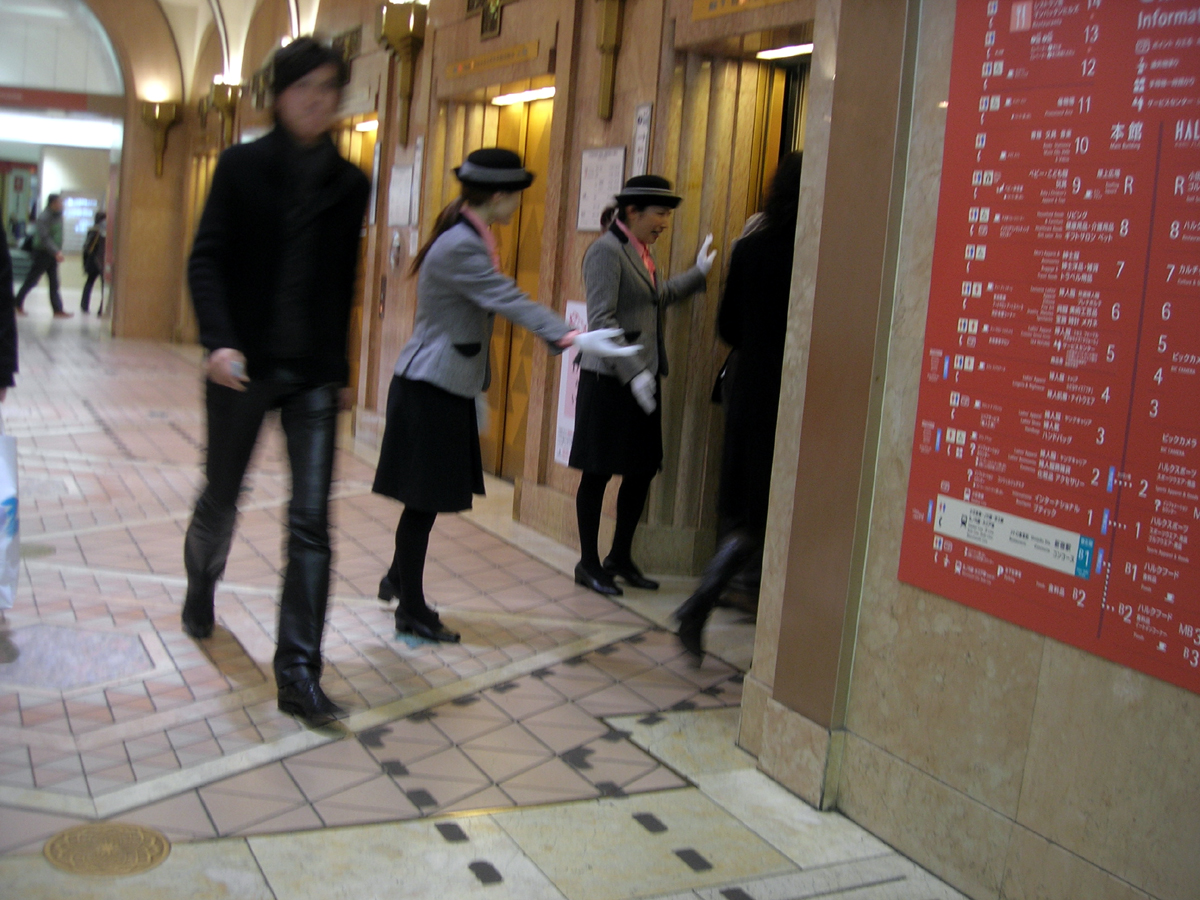
اپراتورهای آسانسور ژاپنی در محل کار (دفتر مرکزی فروشگاه اودا کیو، شینجوکو)

دختر آسانسور، کوتاه شده به ارگا، شغل زنانی را که در ژاپن آسانسور کار می‌کنند، توصیف می‌کند. هنگامی که این نقش در دهه ۱۹۲۰ رایج شد، اصطلاحات دیگری مانند شووکی گارو ("دختر کنترل کننده بالا و پایین")، هاکوجو ("دختر جعبه")، و راننده آسانسور زن ("راننده آسانسور زن") نیز برای توصیف استفاده شد. این نقش با این حال، دختر قبل از بتا همچنان اصطلاح محبوب برای این شغل، یکی از منظره‌های اصلی ژاپن شهری است. دختران آسانسور با یونیفرم‌های ورزشی و لبخندهای روباتیک، به‌طور گسترده در صحبت کردن و وضعیت بدنی مودبانه آموزش دیده‌اند. برخلاف حقوق‌بگیر ژاپنی، دختر آسانسور نمادی از نقش‌های زنان در جامعه بوده‌است که به معنای واقعی کلمه و با ورود زنان به نیروی کار ژاپنی بالا و پایین می‌رود. امروزه، تعداد کمی از دختران آسانسور در فروشگاه‌های بزرگ باقی مانده‌اند، اگرچه آنهایی که آنها را نگه می‌دارند، دختر آسانسور را یک استراتژی بازاریابی مؤثر می‌دانند. دختران آسانسور نمونه ای از مشاغل زنانه در محیط کار هستند.

#### تاریخ
تا قبل از سال ۱۹۲۹، اپراتورهای آسانسور مرد بودند. در سال ۱۹۲۹، شعبه اوئنو فروشگاه بزرگ ماتسوزاکایا زنانی را استخدام کرد تا آسانسورها را در تأسیسات جدید خود راه اندازی کنند. در همان سال، یومیوری شینبون مقاله ای را منتشر کرد که عملیات آسانسور را شغل جدید زنان ژاپنی نامید و در مورد تجربیات اولین دختران آسانسور توضیح داد. اگرچه زنان در ایالات متحده قبلاً همین وظیفه را انجام داده بودند، در ژاپن تغییر به سمت اپراتورهای زن آسانسور قابل توجه بود. در ابتدا، اپراتورهای زن آسانسور مجبور بودند همان وظایف عملکردی اپراتورهای مرد، کار با اهرم‌ها و بستن درهای آسانسور را انجام دهند. با خودکار شدن آسانسورها، نقش به خوشامدگویی به مشتریان، تبلیغات فروش به مشتریان و اعلامیه تغییر کرد.

#### تجسم
دختران آسانسور در بسیاری از آثار ادبی و فیلم ظاهر می‌شوند. یک ابزار کلیدی داستان سرایی با استفاده از دختر آسانسور، کنار هم قرار دادن نقش محفوظ و کنترل شده دختر آسانسور در محل کار با نقش ناشناخته و بالقوه مفتضحانه ای است که زن در زندگی شخصی خود بازی می‌کند. یک فیلم پورنوگرافیک با بازی شوجی میوکی، «بالا رفتن: من یک دختر آسانسور هستم»، این تضاد را نشان می‌دهد و داستان یک دختر آسانسور را روایت می‌کند که به‌طور مخفیانه یک نیمفومونی در آسانسور مشغول فعالیت‌های جنسی است.
سریال محبوب انیمه کریون شین چان دختر آسانسوری را به تصویر می‌کشد که با خراب شدن آسانسور در آسانسور خود گیر افتاد.
فیلم کابوس آسانسور در سال ۲۰۰۹ توسط کمدین توری میوکی در حال تماشای فیلم در آسانسور با سه دختر آسانسور حرفه ای تبلیغ شد.
کارل گرینفلد در سال ۱۹۹۵ در معرض نمایش فرهنگ ژاپنی قبایل سرعت: روزها و شبها با نسل بعدی ژاپن، داستانی تخیلی از یک دختر آسانسور را به تصویر می‌کشد که روزها در آسانسور کار می‌کند و شب‌ها درگیر مواد مخدر و رابطه جنسی پرخطر است.
کورتنی بارنت آهنگی به نام اپراتور آسانسور نوشت.

## یادداشت
1. ↑  エレベーターガール Erebētāgāru